# Fustina
Fustina é um flavanonol, um tipo de flavonoide. Pode ser encontrado na planta Cotinus coggygria e na árvore de laca (Toxicodendron vernicifluum, também conhecida como Rhus verniciflua).
Fustina apresenta efeitos protetivos sobre a morte celular induzida por 6-hidroxidopamina. É também conhecida como "diidrofisetina"; ver fisetina.
Possui estereoisômeros : (-)-Fustina e (+)-Fustina.